# دستور فلسطين الانتدابية

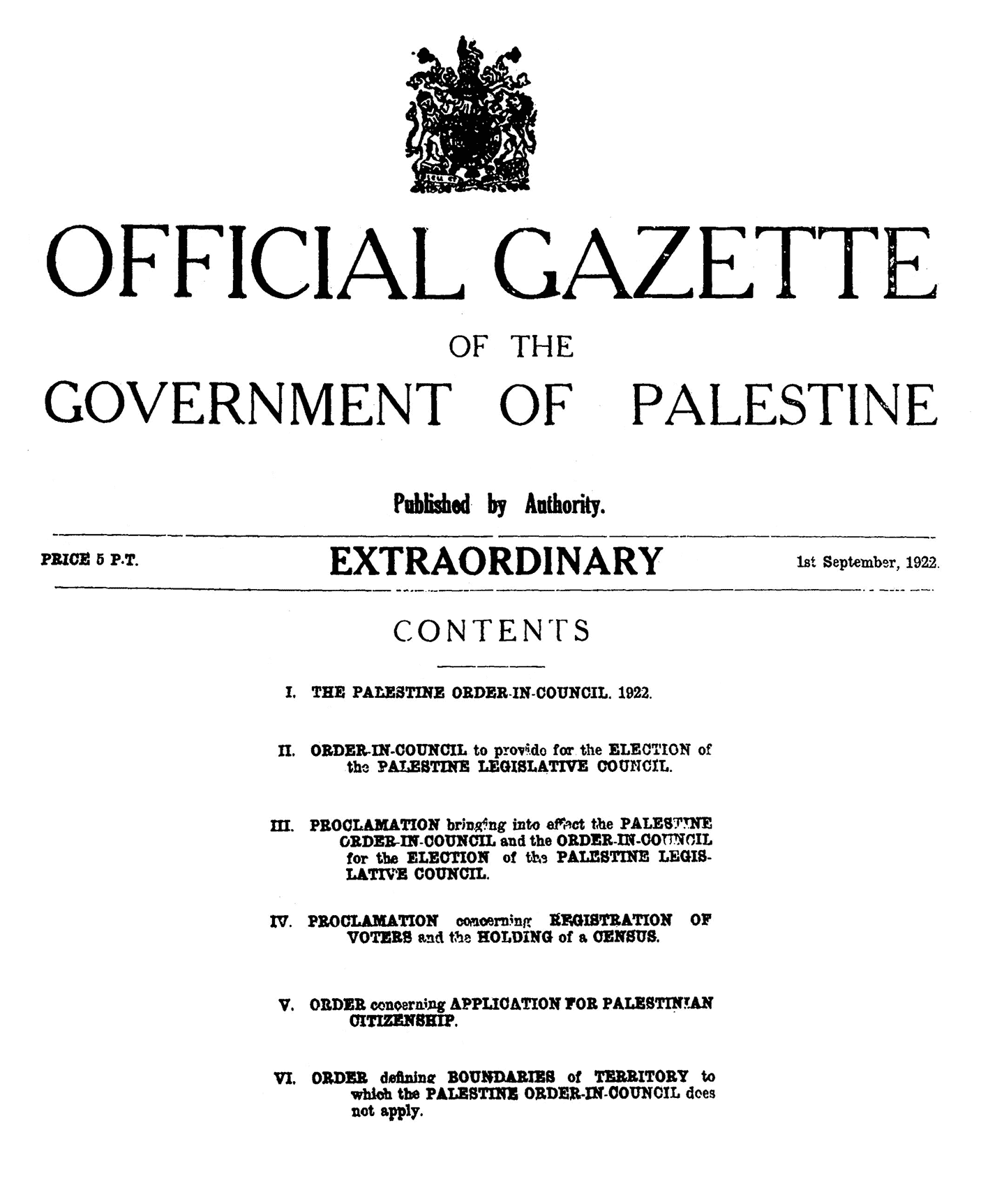
صفحة غلاف النظام الفلسطيني في فلسطين.

كان دستور فلسطين الانتدابية، والذي عُرف رسميًا باسم النظام الفلسطيني في 10 أغسطس 1922، الدستور المقنن لفلسطين الإنتدابية. لقد نُشر لأول مرة في 1 سبتمبر 1922 في عدد غير عادي من جريدة فلسطين.
استبدل الدستور، الذي نُشر بعد أسبوعين تقريبًا من موافقة عصبة الأمم على الانتداب على فلسطين، الاحتلال العسكري البريطاني لفلسطين، والذي كان ساري المفعول منذ نهاية الحرب العالمية الأولى، بإدارة مدنية.
تضمن الدستور الشروط التالية:
- السلطة التنفيذية الرئيسية التي يمارسها المفوض السامي البريطاني لفلسطين
- إنشاء المجلس التنفيذي
- إنشاء مجلس تشريعي منتخب يعمل وفقًا لتقدير المفوض السامي
- إنشاء نظام المحاكم المدنية والدينية
- مصدق التشريعات البريطانية الحالية

في الأشهر التي سبقت مغادرة البريطانيين من فلسطين، تم استكمال مرسوم المجلس لعام 1922 بأمر المجلس الفلسطيني لعام 1948، والذي منح المفوض السامي سلطة تجعله يصدر مثل هذا الحكم بموجب أمر مناسب لحكومة فلسطين، وفقًا لتقديره، حتى انسحاب البريطانيين من حكومة فلسطين، أو في حالة التفكير أو التحضير لهذا الانسحاب. هذه السلطة خاضعة فقط لرقابة التاج البريطاني. تم وضع هذا النظام أمام البرلمان في 27 يناير 1948 ودخل حيز التنفيذ في 1 مارس 1948. في إسرائيل، تم استبدال معظم أحكامه فعليًا أولاً بقانون القانون والمرسوم الإداري لعام 1948، ثم بالقانون الانتقالي لعام 1949، وأخيرًا بالقوانين الأساسية لإسرائيل.
اليوم هو جزء من الدستور ساري المفعول في إسرائيل والأراضي الفلسطينية.

## ببليوغرافيا
- Kellermann، Alfred E.؛ Siehr، Kurt؛ Einhorn، Talia (16 ديسمبر 1998). Israel Among the Nations: International and Comparative Law Perspectives on Israel's 50th Anniversary. Martinus Nijhoff Publishers. ISBN:978-90-411-1142-5. مؤرشف من الأصل في 2020-03-08.
- Mogannam، Mogannam E. (1932). "Palestine Legislation under the British". The Annals of the American Academy of Political and Social Science. ج. 164: 47–54. DOI:10.1177/000271623216400108. JSTOR:1018957.